# Měsíčná noc na Dněpru

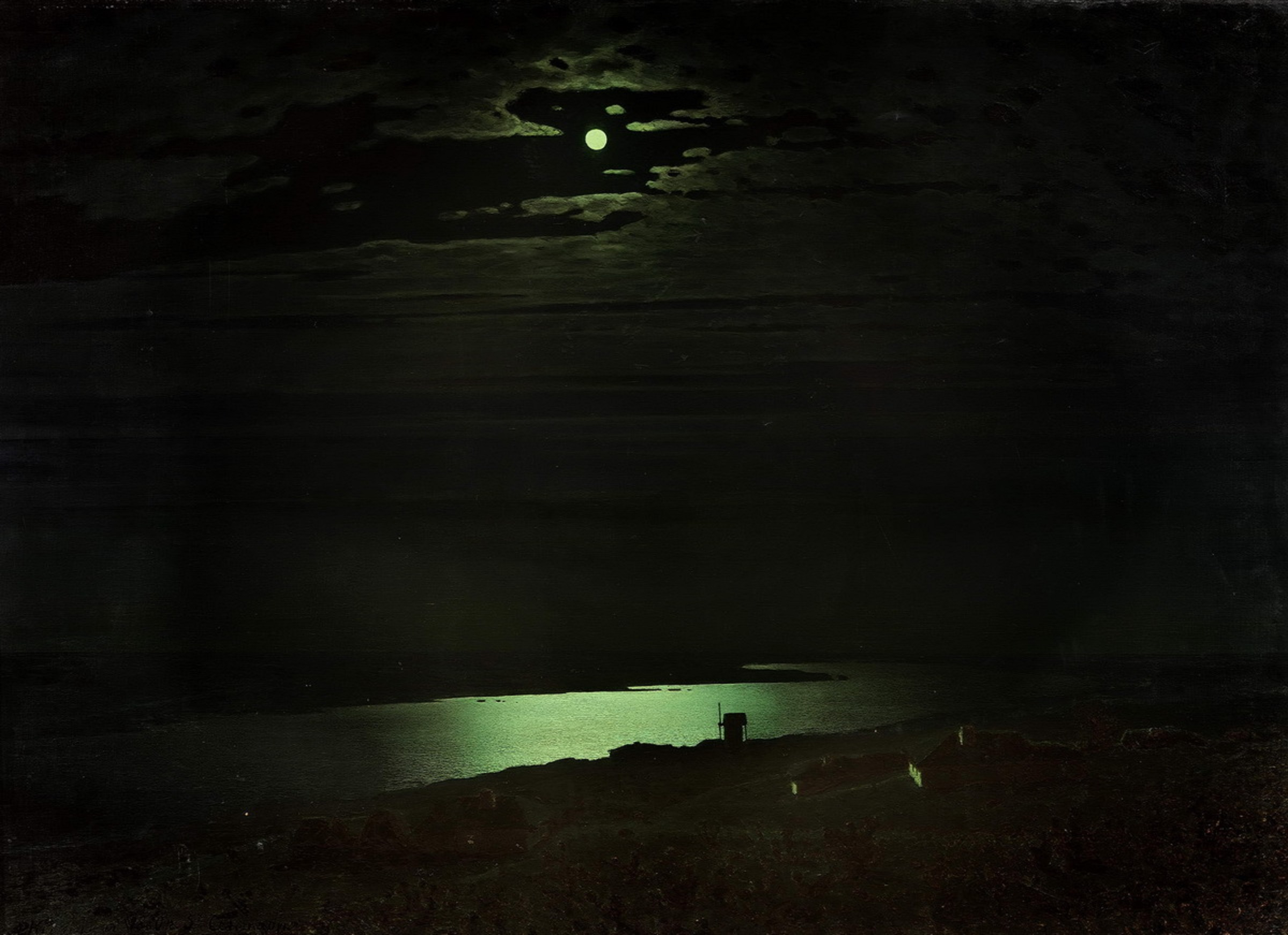
Měsíčná noc na Dněpru - Státní ruské muzeum

„Měsíčná noc na Dněpru” je krajina ruského umělce Archipa Kuindži (1842-1910) namalovaná v roce 1880, je uložena ve Státním ruském muzeu v Petrohradě. Velikost obrazu je 105×146 cm (podle jiných údajů 105×144 cm). Na obrazu je vyobrazena široká řeka Dněpr za letní měsíční noci. Nazelenalá linie řeky, ve které se odráží měsíční světlo přechází rovinu, která na obzoru splývá s temnou oblohou, pokrytou řadami světlých mraků. Ten obraz je nejznámějším z Kuindžiho děl a je považován za umělcův největší tvůrčí úspěch.
Během práce nad obrazem Kuindži pozval do svého ateliéru kamarády a známé. Jedním z prvních, kdo viděl nové plátno byl spisovatel Ivan Turgeněv, jehož nadšené vyprávění vyslechl velkokníže Konstantin Konstantinovič .  Kvůli zájmu velkokníže navštívil umělce a jeho ateliér (záznam o události v jeho deníku je darován 14. března 1880). Přestože Kuindži stále pokračoval v práci na plátně, obraz Konstantina Konstantinoviče natolik zaujal, že okamžitě koupil jej za cenu, kterou mu řekl umělec – pět tisíc rublů. Práce na plátně byly ukončeny v září 1880. V říjnu až listopadu stejného roku „Měsíčná noc na Dněpru” byla vystavena v budově Společnosti pro povzbuzení umělců, která se nachází na ulici Bolshaya Morskaya v Petrohradě, a to bylo poprvé v dějinách ruského umění, kdy byl na výstavě jenom jeden obraz. Expozice vzbudila velký zájem: aby vidět obraz lidé museli dlouho čekat ve frontě.
Majitel obrazu - velkokníže Konstantin Konstantinovič – k němu natolik přilnul, že po ukončení výstavy jej vzal s sebou na dlouhou námořní cestu, kterou měl v letech 1880-1882 na fregatě „Duke of Edinburgh“. Během doby, kdy byla fregata ve Francii, byl obraz deset dní vystaven v Zedelmeyerově galerii a obdržel dobré hodnocení kritiky. Během plavby bylo plátno vážně poškozeno: zejména to bylo způsobeno tím, že bylo vypracováno barvami, které obsahovaly bitumen, tudíž vlivem jasného světla a mořského vzduchu ztmavly. Následně obraz „Měsíční noc na Dněpru“ byl uložen ve sbírce velkoknížete Konstantina Konstantinoviče v Mramorovém paláci. Po revoluci se jako součást sbírky dostal do Ruské akademie dějin hmotné kultury a v roce 1928 byl převeden do Státního ruského muzea.
Umělec Ivan Kramskoy napsal, že když viděl „Noc na Dněpru“ Kuindžiho, cítil „požitek z noci, fantastického světla a vzduchu“. Podle historičky umění Fainy Malcevové ze všech umělcových děl tato krajina „zaslouženě přinesla Kuindžimu triumf“ - nikdy ještě nedosáhl „takové poetické integrity v zobrazení krajiny, takové důslednosti v podřízenosti všech prvků“.

## Historie

### Práce nad obrazem a jeho prodej
Plátno „Měsíční noc na Dněpru“ vzniklo v roce 1880, po rozchodu Archipa Kuindžiho se Sdružením putovních výstav (TPV), k jehož důvodům patřil anonymní článek obsahující ostrou kritiku Kuindžových krajin - jak se později ukázalo, tento článek napsal jeden z členů organizace umělců-peredvižniků Michail Klodt. Kuindži se účastnil výstav v TPV v letech 1874-1879; poslední výstavou s jeho účastí byla 7. výstava, která proběhla v roce 1879, kde představil všeobecně známé plátno „Březový háj“.Na 8. výstavě Putujících, která byla zahájena v březnu 1880 v Petrohradě a v květnu se přestěhovala do Moskvy, Kuindžiho práce prezentována nebyla. Absence jeho děl byla zaznamenána veřejností. Zejména sběratel a filantrop Pavel Treťjakov v dopise umělci Ivanu Kramskoyovi sdělil, že nad tím truchlí až ti, kteří dříve Kuindžiho díla odsuzovali.
Při práci nad obrazem “Měsíční noc na Dněpru” Kuindži pozval do svého ateliéru (na Malém prospektu Vasiljevského ostrova) kamarády a známé, aby na nich vyzkoušel sílu účinku plátna. Ještě před ukončením díla ateliér navštívily takové slavné osobnosti jako spisovatel Ivan Turgeněv, básník Jakov Polonskij, chemik Dmitrij Mendělejev, umělec Ivan Kramskoj a Pavel Čisťakov. Turgeněv, který přijel do Ruska z Francie a žijíc tam pět měsíců v první polovině roku 1880, byl jedním z prvních, kdo viděl nový obraz Kuindžiho, a podle Jakova Polonského „byl [z něj] udiven“. Polonskij, který přemýšlel, zda je to obraz, nebo skutečnost, psal: „Ve zlatém rámu nebo v otevřeném okně jsme viděli tento měsíc, tato mračna, tuto temnou dálku, a tato „chvějící se světla smutných vesnic” a tyto záblesky světla, tento stříbřitý odraz měsíce v proudech Dněpru, zahalující dálku, tuto poetickou, tichou, majestátní noc“.

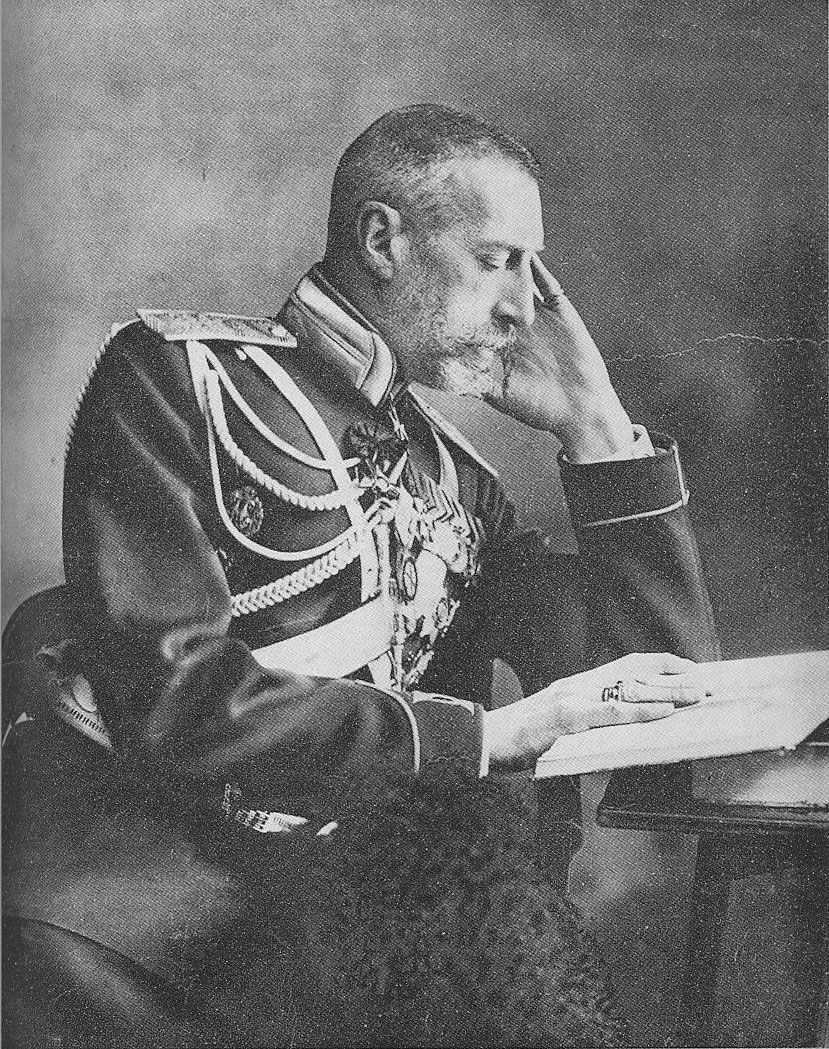
Konstantin Konstantinovič Romanov

Příběh nadšeného Turgeněva o novém obraze, nad kterým Kuindži pracoval, na jaře 1880 vyslechl velkokníže Konstantin Konstantinovič - stalo se tak na večírku u hraběnky Anny Komárovské, dvorní dámy velkokněžny Alexandry Iosifovny . Navzdory svému mládí (bylo mu tehdy 22 let) Konstantin Konstantinovič v té době již se stihl zúčastnit rusko-turecké války, získat hodnost námořního poručíka a hodnost křídelního adjutanta, jakož i Řád sv. Jiří 4. stupně. Podle jeho deníku „Turgeněv vyprávěl o posledním, ještě ne zcela dokončeném obrazu Kuindžiho; popsal to tak mistrovsky, že jsem rozhodně chtěl příběh porovnat s originálem”.
Když se Konstantin Konstantinovič  začal zajímat, rozhodl se navštívit Kuindžiho v jeho ateliéru - bylo známo, že umělec otevírá své dveře na návštěvu každou neděli na dvě hodiny. Kuindži a Konstantin Konstantinovič se dosud neznali a nepoznal velkokníže, který byl v uniformě námořního důstojníka. Umělec zdvořile pozval návštěvníka do ateliéru a ukázal mu svůj obraz. Konstantin Konstantinovič ve svém deníku (zápis ze 14. března 1880) popsal své dojmy a pocity: „Tak nějak jsem ztuhl na místě. Viděl jsem před sebou obraz široké řeky; celý měsíc ji osvětluje, asi třicet verst. |Měl jsem takový pocit, že jsem vyšel na vyvýšený kopec, odkud jsem viděl majestátní řeku osvětlenou měsícem. Bere dech, nemůžeš se odtrhnout od oslepujícího, magického obrazu, duše touží". Na otázku Konstantina Konstantinoviče o ceně umělec, který si stále myslel, že před ním stojí obyčejný námořní důstojník, odpověděl: „Proč byste měl? Stejně si to nekoupíte: je to drahé“. Když návštěvník svou otázku zopakoval, umělec jmenoval velmi vysokou, na tu dobu fantastickou cenu - pět tisíc rublů - a byl překvapen, když v odpovědi uslyšel: „Dobrá. Nechám si ho pro sebe.“ Až po odjezdu námořního důstojníka  Kuindži pochopil, že ho navštívil velkoknížete. Konstantin Konstantinovič si do svého deníku zapsal: „Řekl jsem Kuindžimu, že kupuji jeho úžasné dílo; hluboce jsem tento obraz miloval a mohl jsem pro něj mnoho obětovat. A pak celý den, když jsem zavřel oči, viděl jsem tento obraz".
Je známo, že o obraz „Měsíční noc na Dněpru“ měl zájem podnikatel a sběratel Kozma Soldatyonkov. V dopise malíři Pavlu Čisyakovovi z 1. května 1880 (zřejmě nevěděl, že plátno již bylo prodáno) ho žádal, aby vyjádřil upřímný názor, „zda hotová krajina od pana Kuindžiho stojí pět tisíc rublů a koupit ji nebo bude lepší ho požádat, aby napsal opakování dněprského pobřeží. Sám Soldatyonkov se domníval, že „je lepší koupit to, co má umělec hotové, než objednat, protože pokud kopie vyjde nepovedená, je povinen ji vzít zpět“. V odpovědním dopise Čisyakov na otázku o koupi obrazu přímo neodpověděl (možná víš, že obraz už byl prodán), ale zároveň informoval Soldatyonkova o záměru sběratele Dmitrije Botkina koupit autorskou kopii Kuindzhiho obrazu za pět tisíc rublů. Podle svědectví umělce Igora Grabara se později v Botkinově sbírce skutečně nacházel obraz Kuindžiho „Noc na Dněpru“.

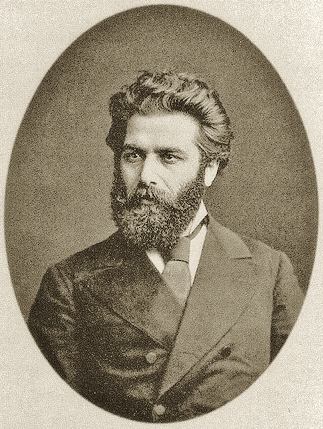
Archip Ivanovič Kuindži

Bylo navrženo, že si obraz „Měsíční noc na Dněpru” původně objednal Pavel Treťjakov, a protože Treťjakov byl mimo město a Kuindži potřeboval peníze, prodal obraz jinému kupci. Historik umění Vladimir Andrejev podrobně vysvětluje, v čem je podle jeho názoru taková domněnka mylná. Především je z etického hlediska těžké uvěřit, že by obraz, který byl již slíben tak slavnému sběrateli, jako je Treťjakov, mohl být prodán jinému. Z rozhovoru mezi Kuindžim a velkoknížetem Konstantinem Konstantinovičem vyplývá, že obraz byl nabídnut k prodeji, tedy nebyl namalován na objednaní. Kromě toho, o dohodě mezi umělcem a sběratelem není zmínka ani v monografii Alexandry Botkiny věnované Pavlu Treťjakovi, ani v podrobné korespondenci mezi Pavlem Treťjakovem a Ivanem Kramským, v nichž se hovoří o dalších Kuindžiho obrazech. Možná mohlo proto dojít, že sám Kramskoy (který v té době potřeboval peníze) měl obraz s názvem „Měsíční noc” datovaný stejným rokem, který prodal jinému Treťjakovi, Sergeji Michajloviči.
Obraz „Měsíční noc na Dněpru“, který již byl koupený velkoknížetem, zůstal v Kuindžiově ateliéru - umělec na něm dokončoval práce a připravoval jej pro výstavu, která se měla konat na podzim roku 1880. Během této doby Konstantin Konstantinovič pravidelně navštěvoval umělcův ateliér, aby obdivoval jeho mistrovské dílo. Po ukončení práce nad obrazem, Kuindži upevnil na plátno nejen rok, ale i přesné datum této události - 5. září 1880.

### Výstava jednoho obrazu

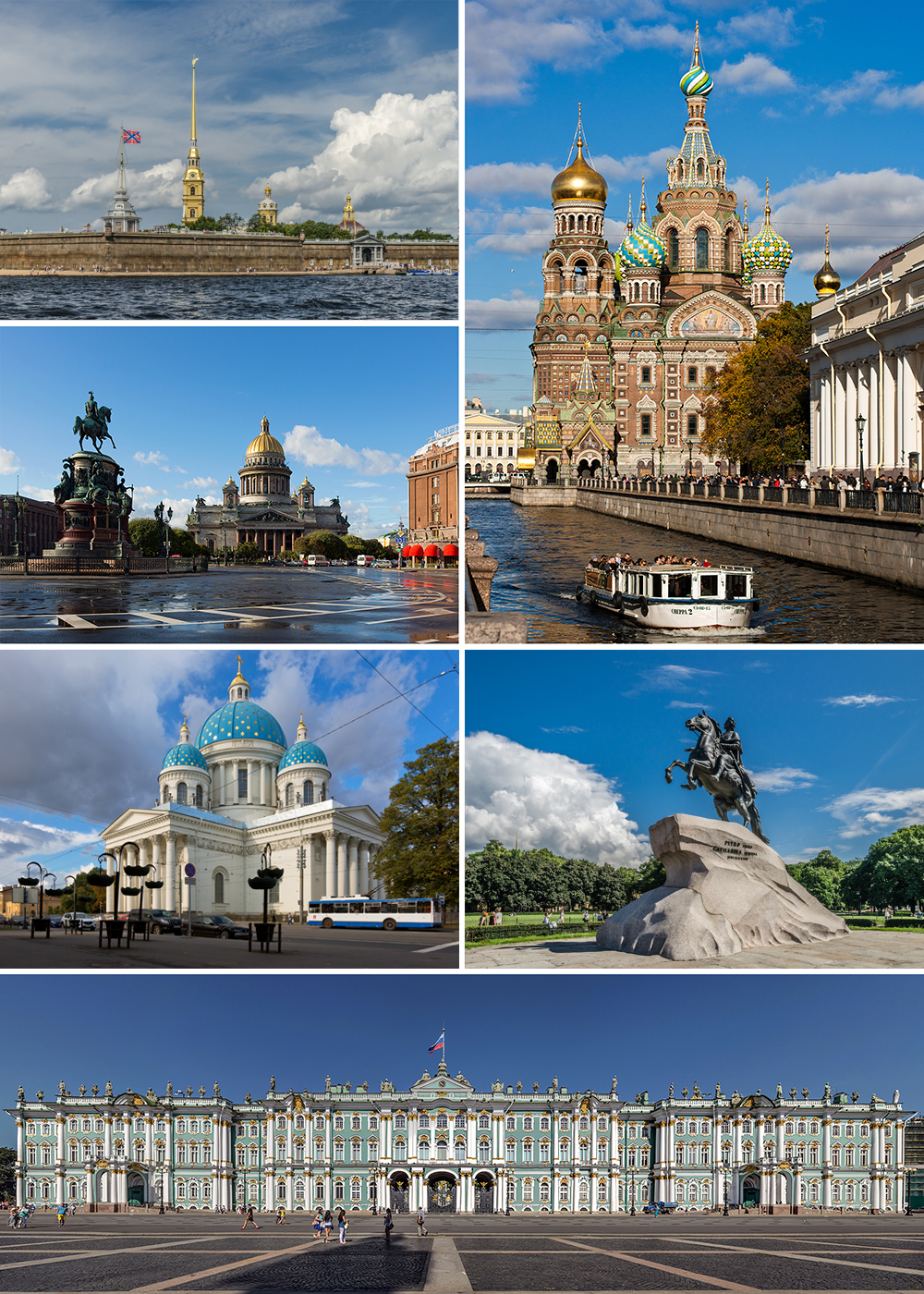
Petrohrad

V říjnu a listopadu roku 1880 se v budově Společnosti pro podporu umělců (dům č. 38 na ulici Bolšaja Morskaja v Petrohradě) konala neobvyklá výstava. Poprvé se v dějinách ruského umění vystavoval jediný obraz. Podle historika umění Dmitrije Sarabjanova „to byla bezprecedentní událost, neboť v té době se obecně výstavy jednoho umělce konaly zřídka, natož výstavy jednoho obrazu“. V sále, v němž byl obraz vystaven, bylo přítmí, závěsy na oknech byly zatažené. Podle některých svědectví současníků se umělec údajně rozhodl zakrýt okna kvůli odrazům, které vytvářela červená zeď na protější straně ulice. Obraz byl osvětlen světelným pruhem lampy. Jak poznamenal historik umění Vitalij Manin, „Kuindži využil vlastnosti teplých barev rozzářené světle lampy, zatímco studené barvy světlo pohltí.“ Od těch částí plátna, kde byla vrstva barvy nanesena reliéfně (okna chatrčí, měsíc a měsíční dráha na vodě), se navíc dopadající světelný paprsek odrážel silněji než od hladších, světlejších ploch. Při osvětlení elektrickým světlem tato vlastnost poskytovala dodatečný rozjasňující efekt a obraz se ještě více leskl. Kunsthistorička Olga Atrošenko poznamenala, že „podobnou roli sehrávaly i hřebínky, vyškrábané suchým štětcem na vodní hladině“, takže „různý stupeň odrazu světla na vyvýšených částech a  prohlubních umocňoval efekt světelného třpytu“. Podle jejích slov „tmavé části oblohy a země zřetelně pohlcovaly umělé světlo, čímž posilovaly hloubku tónu a přispívaly k efektu sametovosti malířského povrchu“.
Na obraz stály fronty, a mnozí navštívili výstavu opakovaně. Návštěvníky přitahovala neobvyklá realističnost světla na malbě, mnozí spekulovali o zvláštních barvách, které malíř použil, a někteří dokonce nahlíželi za plátno, aby zjistili, zda není namalováno na skle nebo se za ním neskrývá nějaký zdroj světla. Jeden z diváků navrhoval: „Chtěl bych si obraz pořádně prohlédnout pod lupou, z jakých barev je to světlo složené; zdá se, že takové barvy ani neexistují. To je snad ďábelský výmysl!“ Malíř Ilja Repin vzpomínal, co se během výstavy dělo na ulici Bolšaja Morskaja: „…nepřetržitý proud kočárů zaplnil celou ulici; na schodech i na obou stranách chodníku, čekal dlouhý zástup lidí. Celé davy, trpělivě a dlouho vyčkávaly před vchodem a disciplinovaně dodržovaly pořadí při přibližování se k vysněným dveřím. Dovnitř vpouštěli pouze po skupinách, protože by se návštěvníci mohli v té tlačenici a nedostatku vzduchu zadusit.“ Kramoj psal Repinovi: „Jakou bouři nadšení Kuindži vyvolal! Pravděpodobně už jsi to slyšel. Ten mladík je vynikající!“

### Námořní cesta

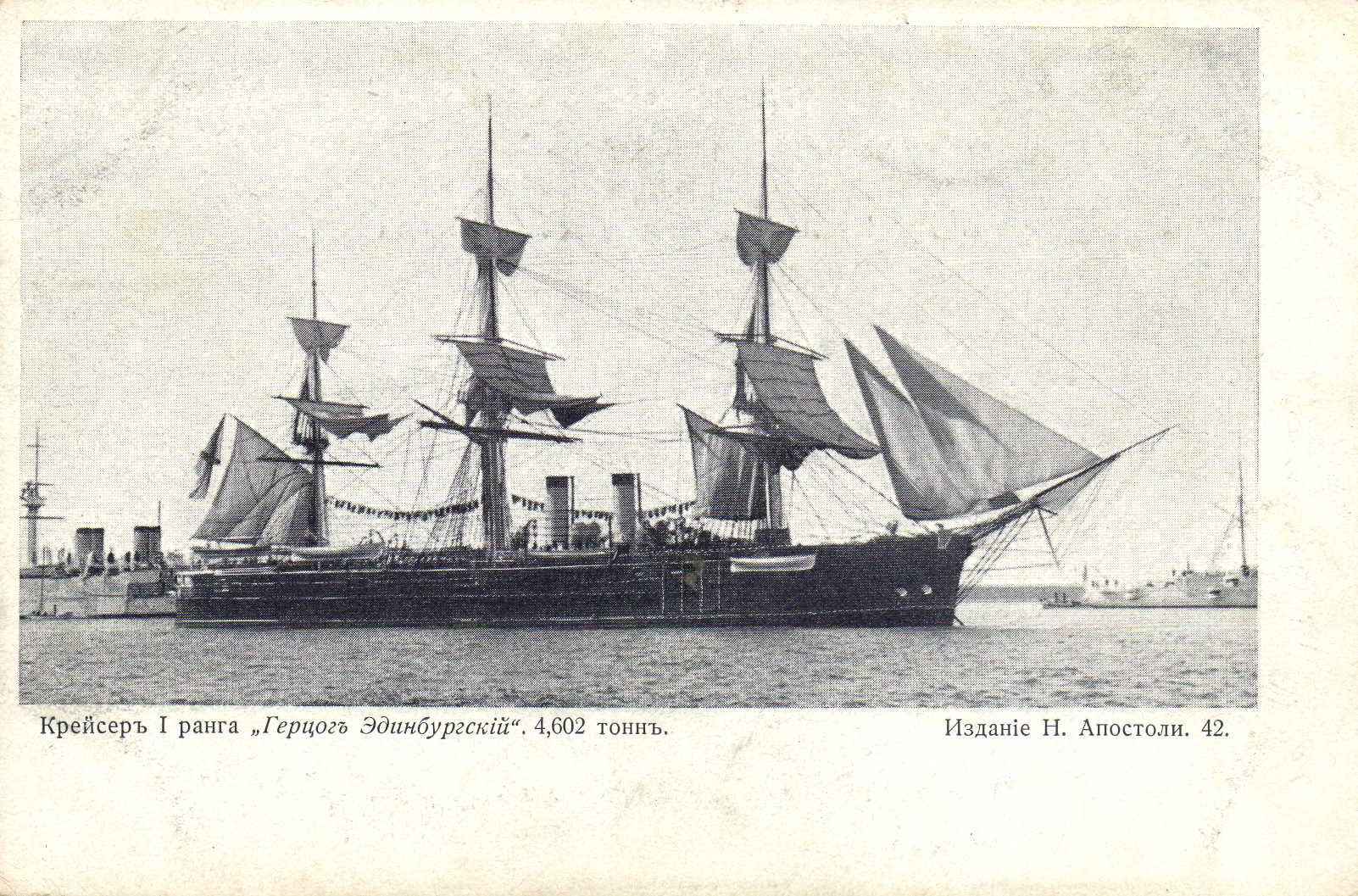
„Duke of Edinburgh“

Na konci roku 1880 po skončení výstavy, se velkokníže Konstantin Konstantinovič vydal na námořní cestu na fregatě „Duke of Edinburgh“, přičemž si s sebou vzal obraz „Měsíční noc na Dněpru”. Rozhodnutí velkoknížete nebylo spontánní – už 31. října si do svého deníku zapsal: „Ve 3 hodiny jsem odjel… do města… do Společnosti pro podporu umělců, kde je vystaven můj obraz od Kuindžiho Noc na Dněpru, chci si ho vzít s sebou na moře.“ Syn Konstantina Konstantinoviče, kníže carské krve Gavril Konstantinovič, ve svých vzpomínkách uváděl, že Kuindži byl kategoricky proti umístění obrazu na loď, protože se obával o jeho zachování v podmínkách zvýšené vlhkosti a výparů mořské vody, které mohly negativně ovlivnit barevný kolorit plátna. Gavriil Konstantinovič napsal: „Když se o tom Kuindži dozvěděl, plánoval podat žalobu, protože se domníval, že jeho slavný obraz se během plavby poškodí. Otec si však obraz přesto vzal a žádný proces se nakonec nekonal.“
O škodlivý vliv námořní cesty na stav obrazu, se obával nejen autor. Když se například Konstantin Konstantinovič v prosinci 1880 setkal ve Francii s Ivanem Turgeněvem, spisovatel jej přesvědčil, aby obraz převezl ze Cherbourgu, kde se tehdy fregata nacházela, do Paříže. V dopise Jakovovi Polonskému z 10. (22.) prosince 1880 Turgeněv napsal: „Na pár dní sem dorazil Kuindžiho obraz, - pokusíme se jej ukázat Francouzům.“ Spisovateli se podařilo domluvit výstavu díla v Zedelmeyerově galerii, kde bylo k vidění deset dní. Turgeněv zároveň doufal, že přesvědčí velkoknížete, aby obraz nechal v Paříži po celou dobu jeho cesty, s tímto návrhem však neuspěl. V dopise Dmitrij Grigorovičovi napsal: „Kdyby obraz zůstal v Paříži, dostal by se na Výstavu – vyvolal by velký rozruch – a Kuindži by získal medaili. A kdo mohl čekat, že tak velké dílo vezmou s sebou na námořní cestu?“ „Výstavou“ měl na mysli Pařížský salon roku 1881, který se otevíral v květnu v Paláci průmyslu na Champs-Élysées.
Nevyslyšev Turgeněvovy prosby, pokračoval velkokníže Konstantin Konstantinovič spolu s obrazem na fregatě „Duke of Edinburgh“ v námořní cestě, která vedla ze Cherbourgu do Středozemního moře. Během následujícího roku fregata navštívila Alžírsko, Itálii a Řecko a zastavila se také na Maltě, v Terst a v Alexandrii. V květnu 1881 podnikl Konstantin Konstantinovič společně se svými bratranci, velkoknížaty Sergejem Alexandrovičem a Pavlem Alexandrovičem, poutní cestu do Svaté země. Doprovázel je představený Ruské duchovní mise, archimandrita Antonín. Když se „Duke of Edinburgh“ chystal odplout z Jaffy, archimandrita přišel na palubu, aby se rozloučil s velkoknížaty, a měl příležitost spatřit obraz Noc na Dněpru. Ve svém deníku (31. května 1881) si  poznamenal: „Předávám věci a kochám se nádherným obrazem Jižní noci od malíře Kuindžiho, patřící velkoknížeti Konstantinu Konstantinoviči.“ V srpnu téhož roku navštívil Konstantin Konstantinovič Athos a na počátku roku 1882, během pobytu v Egyptě vážně onemocněl zápalem plic a léčil se nejprve na Sicílii a poté u své sestry Olgy Konstantinovny v Athénách.  Po obdržení zprávy, že císař Alexandr III. vyhověl jeho žádosti o propuštění z námořní služby, se v polovině roku 1882 Konstantin Konstantinovič vrátil do Ruska.
Obavy se potvrdily: během cesty bylo plátno vážně poškozeno. Podle vyprávění samotného Kuindžiho bylo po návratu z plavby plátno na mnoha místech poničené a objevily se na něm škrábance. Konstantin Konstantinovič požádal Kuindžiho o jeho restaurování, a umělec se práce ujal. Přesto se obraz nepodařilo zcela obnovit. Značnou mírou to bylo způsobeno tím, že při jeho tvorbě byly použity barvy obsahující živice, který vlivem jasného světla a mořského vzduchu tmavl.

### Následující události

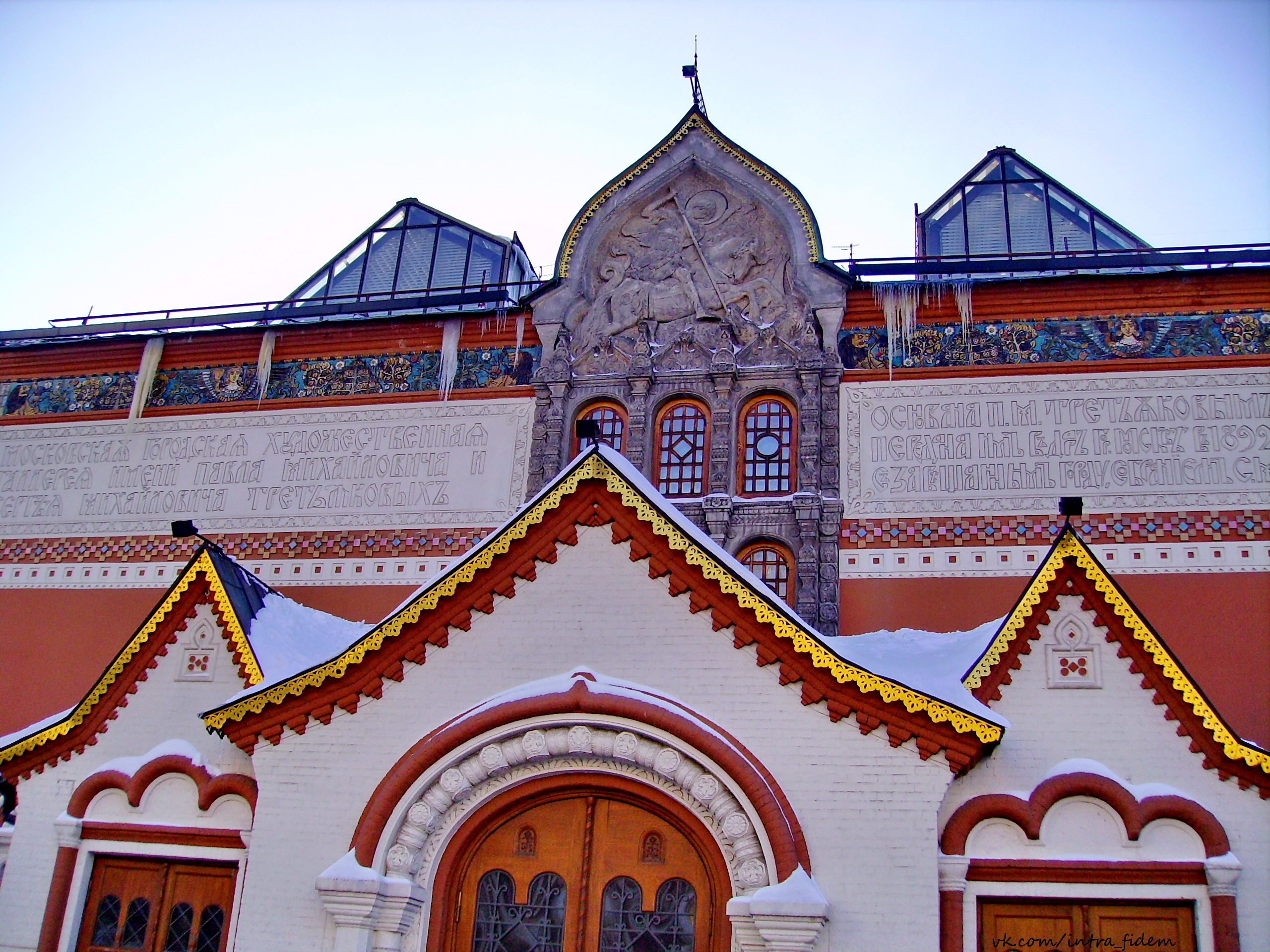
Státní Treťjakovská galerie

V roce 1882 uspořádal Kuindži další osobní výstavu, na ní představil tři obrazy: autorskou variantu-repliku plátna Noc na Dněpru (pravděpodobně tu, která se dnes nachází ve sbírkách Státní Treťjakovské galerie), druhou variantu obrazu Březový háj a nové dílo Ráno na Dněpru (také dnes ve sbírkách Treťjakovské galerie). Výstava se konala v domě Solodovnikova na Kuzněckém mostě. Tentokrát byly všechny obrazy vystaveny za denního světla. Tato výstava se stala poslední v Kuindžiho tvůrčí činnosti: až do konce svého života pokračoval v tvorbě nových děl, ale nepředstavoval je široké veřejnosti.
Kritik a publicista Michail Nevedomskij, autor biografie umělce vydané v roce 1913, napsal, že po moskevské výstavě v roce 1882 byl obraz Noc na Dněpru vystaven i v Petrohradě, a také uvedl, že „později, kdy obdržel dvě zakázky na repliky (každou za 5000 rublů), Kuindži na nich dlouho pracoval, ale nikdy je zákazníkům nedal: obě repliky zůstaly v jeho ateliéru a spolu s dalšími jeho posledními díly byly odkázány Společnosti nesoucí jeho jméno.“ Kromě toho Nevedomskij uvedl, že pod osobním dohledem Kuindžiho byla vytvořena oleografie obrazu „Měsíční noc na Dněpru”, která „byla rozšířena ve velkém množství výtisků“.
Po návratu z námořní cesty bylo původní plátno „Měsíční noc na Dněpru” uchováno ve sbírce velkoknížete Konstantina Konstantinoviče v Mramorovém paláci. Zpočátku bylo umístěno v „Císařském pokoji“ ve druhém patře, později ho velkokníže přesunul do své pracovny – „Ořechového salonu“. V roce 1915, po smrti Konstantina Konstantinoviče, přešel Mramorový palác do majetku jeho syna „s udělením doživotního užívání vdově po zemřelém“. Po revoluci bylo plátno„ Měsíční noc na Dněpru” spolu s dalšími sbírkami Mramorového paláce převedeno do Ruské akademie dějin materiální kultury (РАИМК), od roku 1926 Státní akademie dějin materiální kultury (ГАИМК), v roce 1928 bylo předáno Státnímu ruskému muzeu. Dnes je obraz „Měsíční noc na Dněpru” vystaven v sále č. 35Michajlovského paláce , kde jsou také k vidění další díla Archipa Kuindžiho, například Noční, Dubové háje a další.

## Popis obrazu
Na obrazu je namalována letní noc. Široká řeka Dněpr klidně protéká mezi břehy s měkkým reliéfem. Temná obloha, rozprostírající se nad zemí, vytváří dojem nekonečnosti. Zelenavý pruh řeky protíná rovinu, která se na horizontu spojuje s tmavým nebem, pokrytým řadami lehkých oblaků. V mezeře mezi mraky prosvítá úplněk, jeho světlo se odráží na vodní hladině. Díky měsíčnímu svitu lze na bližším břehu rozeznat nízké chalupy s mihotavými okny, cestičky vedoucí k řece a siluetu větrného mlýna. Linie horizontu je silně snížena, díky čemuž obloha zabírá větší plochu obrazu. Kompozice krajiny je vytvořena s velkou jednoduchostí a úsporností.
Klíčovou roli v realizaci umělcova záměru hraje koloristika. Kuindži pracuje především se dvěma barvami – černou a fosforově zelenou. Přestože je barevná škála takto omezená, barevnost obrazu je monotónním či nudným dojmem. U černé barvy, použité při zobrazení nebe a roviny, je téměř nemožné najít dva stejné odstíny, stejně tak zelená, která vyjadřuje měsíční světlo. Při zobrazování roviny rozprostírající se na vzdáleném břehu se černá barva s rostoucí vzdáleností od řeky stále více prohlubuje, až se na samotném horizontu téměř splývá s tónem noční oblohy. Podobné přechody se uplatňují při použití zelené barvy, která se proměňuje v odlescích měsíčního svitu.
Při hledání působivých barevných kombinací Kuindži odvážně experimentoval s pigmenty. Používal například barvy obsahující bitumen (nazývané také „asfaltové barvy“), u nichž se později ukázalo, že se rozkládají a tmavnou při působení světla a vzduchu. Ohledně Měsíční noci na Dněpru měl takové obavy malíř Ivan Kramskoj. Ve svém dopise vydavateli Alexeji Suvorinovi z 15. listopadu 1880 vyjádřil své pochybnosti: „Zajímá mě následující myšlenka: Je ta kombinace barev, kterou malíř objevil, trvanlivá? Možná Kuindži spojil <…> takové barvy, které jsou přirozeně v antagonistickém vztahu, a po uplynutí určitého času buď pohasnou, nebo se změní a rozloží natolik, že potomci budou krčit rameny v nepochopení: čím se ti dobrosrdeční diváci tolik nadchli?“
Dojem prostorovosti je zesílen kontrastem studené stříbřitě-zelené barvy a teplejších tmavě hnědých tónů. K vytvoření iluze hloubky využil Kuindži optického efektu, kdy teplejší tóny působí, jako by byly blíže k divákovi, zatímco chladnější se zdají vzdálenější. K vytvoření pocitu vibrace a tajemného třpytu, umělec použil velmi drobné, téměř šrafované tmavé tahy štětce, které nanášel na stříbřité tóny měsíčního svitu na obloze a jeho odrazy na vodní hladině. Dokonce i barevné plochy na vzdáleném pozadí, které na první pohled vypadají „ploché“, jsou ve skutečnosti vytvořeny několika vrstvami lazur, jež pomáhají „prohloubit“ prostor. Blízké pozadí, kde není třeba vytvářet iluzi prostoru, malíř namaloval skicovitě, vyhnul se freskám, nanesl pouze tenkou vrstvu barvy a na některých místech ponechal podmalbu nenamalovanou. Stejně jako v Březovém háji je i v Měsíční noci na Dněpru prostor obrazu „organizován světelným tokem, který proudí do hloubky obrazu“. Tento přístup byl typický pro romantismus a lze jej chápat jako odklon od principů klasicismu a realismu. Podle historika umění Vitalije Manina „Kuindži prakticky zhmotňoval teoretické úvahy romantiků o prostoru“.

## Etudy a opakování
Plátno „Měsíční noc na Dněpru“ bylo několikrát opakováno a variováno Archipem Kuindžim. Plné opakování-varianta obrazu s názvem „Noc na Dněpru“ je uloženo v Státní Treťjakovské galerii (plátno, olej, 104 × 143 cm, 1882, inv. 15129). Od doby svého vzniku až do smrti Kuindži bylo toto plátno uloženo v jeho ateliéru. Poté, podle testamentu umělce, přešlo do vlastnictví Společnosti jména A. I. Kuindži. Plátno bylo vystaveno na posmrtných výstavách Kuindži, které se konaly v roce 1913 v Petrohradě a v roce 1914 v Moskvě. Od roku 1917 bylo umístěno v Domě s atlanty na Soljance, ve sbírce A. N. Lapunova a E. V. Lapunové, rodičů známého matematika A. A. Lapunova (podle dochovaných dokumentů, A. N. Lapunov koupil krajinu od Společnosti jména Kuindži dne 20. listopadu 1917). V roce 1930 bylo plátno koupeno Tretjakovskou galerií od E. V. Lapunové. Dříve byla tato malba považována za „nedokončené opakování“. V katalogu vydaném v roce 2001 je uvedeno, že „současné pojetí stupně dokončení díla a existující rozdíly mezi obrazy umožňují považovat dílo ze sbírky STG za opakování-variantu“.
Další varianty-opakování plátna jsou uloženy v Simferopolském uměleckém muzeu („Noc na Dněpru“, plátno, olej, 111 × 147 cm, 1882), v Astrachaňské obrazové galerii jména P. M. Dogadina („Noc na Dněpru“, plátno, olej, 110 × 146 cm, 1882, získáno ze sbírky Gučkova) a v Národním uměleckém muzeu Běloruska („Noc nad Dněprem“, 1880. léta). V Kyjevské obrazové galerii (do roku 2017 – Kyjevské muzeum ruského umění) se nachází vertikálně orientovaná varianta s názvem „Noc na Donu“ (plátno, olej, 165 × 115 cm, 1882, inv. Ž-191) – bylo tam získáno ze sbírky veřejného činitele a sběratele Fjodora Tereščenka. Tereščenko se na tento obraz díval, když byl ještě v ateliéru Kuindži; chvíli váhal, ale nakonec si ho koupil po konzultaci s Kramským.
V Státní Tretjakovské galerii je také neoznačená zmenšená varianta opakování obrazu „Noc na Dněpru“ (dřevo, olej, 19,5 × 24 cm, inv. Ž-105, zakoupena v roce 1960 od moskevského sběratele G. P. Beljakova), a ve Státním Ruském muzeu je další varianta pod stejným názvem (papír na plátně, olej, 40 × 54 cm, 1890. léta, inv. Ž-1522, získáno v roce 1930 od Společnosti jména A. I. Kuindži). Podle některých informací se jedna z autorových variant nachází ve sbírce uměleckého muzea Uralvagonzavodu v Nižním Tagilu.
Historička umění Fajna Malcevová psala, že „neznáme etudy a skicy, které byly vytvořeny pro tento obraz, ale jistě musely existovat“. Zároveň je znám alespoň jeden neoznačený etud s názvem „Noc na Dněpru“, který je uložen v Sevastopolském uměleckém muzeu jména M. P. Kročického (papír na překližce, olej, 22 × 33 cm, inv. Ž-458, zakoupen v roce 1952 od Makarova, Simferopol).